# Frederik Vilhelm Wedel Jarlsberg (1787-1863)
 Der er flere personer med dette navn, se Frederik Wedel Jarlsberg.
Frederik Vilhelm baron Wedel Jarlsberg (født 22. maj 1787 (døbt 4. juni i Næstved), død 26. juli 1863 i Larvik) var en dansk-norsk amtmand og toldinspektør.

## Officer
Han var søn af baron Fritz Wedel Jarlsberg og dennes første hustru Ulrica Eleonore født komtesse Brockdorff, gik på Christiani Institut og blev student 1804 fra Herlufsholm. Som officersaspirant blev han såret under Slaget om København i 1807 og blev uegnet til videre militærtjeneste.[kilde mangler] Han blev i 1808 sekondløjtnant i Livregiment Ryttere, blev 1809 sat à la suite i Akershusiske Dragonregiment, indtrådte i 1810 i nummer, blev 1811 sat på ældste gage og samme år atter sat à la suite.

## Jurist og embedsmand
1808 blev han juridisk kandidat. Wedel Jarlsberg blev derpå volontør i Rentekammerets 2. søndenfjeldske Kontor, 1809 auskultant i Rentekammeret, tiltrådte 22. oktober 1811 som amtmand over Finmarks Amt, hvor han levede i årene 1812-14. Som en frugt af dette ophold har han udarbejdet en Beskrivelse over Finmarkens Amt (udgivet 1887 ved hans søn Ferdinand Julius Wedel-Jarlsberg). 24. december 1813 overtog han stillingen som amtmand over Bratsberg Amt og var ved siden deraf indtil 1819 konstitueret amtmand over Grevskabet Laurvig. Som amtmand i Bratsberg foretog han flere ubesindige og overilede handlinger og var vistnok ikke særlig skikket for stillingen.[kilde mangler]
I 1838 blev han toldinspektør i Porsgrund distrikt, senere samme år i Tønsbergs distrikt og i 1844 i Larvik distrikt. Han ejede og beboede længe den gamle sædegård Brunlav. I 1859 fik han afsked fra statstjenesten. Wedel Jarlsberg var 21. august 1821 blevet Ridder af af Nordstjerneordenen og 28. januar 1836 Kommandør af samme orden.
5. maj 1812 blev han gift i Christiania med Ingeborg "Bolly" Margrethe von Haffner (født 18. november 1793, død 22. juli 1845 i Christiania), datter af oberstløjtnant, kammerherre Johan Friedrich Wilhelm Haffner og Sara Vilhelmine f. Hagerup.